# Хэйнс против Вашингтона
Эскобедо против Иллинойс, 378 U.S. 478 (1964), является делом Верховного суда США, согласно которому подозреваемые в совершении уголовных преступлений имеют право на адвоката во время допросов в полиции в соответствии с Шестой поправкой. Решение по делу было принято через год после того, как суд постановил по делу Гидеон против Уэйнрайта, что неимущие подсудимые по уголовным делам имеют право на предоставление адвоката в суде.

## Предыстория
В ночь на 19 января 1960 года был застрелен Мануэль Валтиерра — шурин Дэнни Эскобедо. Утром следующего дня Эскобедо был задержан полицией без ордера и подвергнут допросу, однако отказался от дачи показаний и вскоре был освобождён.
Позднее Бенедикт ДиГерландо, находившийся под стражей и считавшийся ещё одним подозреваемым, сообщил полиции, что смертельные выстрелы произвёл Эскобедо, мотивируя это тем, что жертва плохо обращалась с сестрой последнего. 30 января полиция повторно арестовала Дэнни Эскобедо и его сестру Грейс. По пути в участок сотрудники полиции сообщили им о показаниях ДиГерландо и призвали признаться в совершении преступления. Эскобедо отказался от признания и потребовал встречи со своим адвокатом, однако ему было отказано на том основании, что официальное обвинение ещё не предъявлено, а сам он находится под стражей.
Адвокат Эскобедо неоднократно приезжал в участок и требовал встречи с клиентом, однако доступ ему был также отказан. В течение последующих 14,5 часов Эскобедо подвергался допросам со стороны сотрудников полиции и прокуратуры. В ходе допроса он сделал заявления, свидетельствующие о его осведомлённости о деталях преступления.
По итогам следствия Эскобедо был осуждён за убийство. Впоследствии он подал апелляцию, заявив о нарушении его конституционного права на защиту, в частности — о незаконном отказе в доступе к адвокату во время допроса.

## Решение
Эскобедо подал апелляцию в Верховный суд Иллинойса, который первоначально признал признание неприемлемым и отменил обвинительный приговор. Иллинойс подал ходатайство о повторном слушании, и затем суд подтвердил обвинительный приговор. Эскобедо подал апелляцию в Верховный суд США, который отменил обвинительный приговор решением 5-4. Мнение большинства было написано судьей Артуром Голдбергом. ACLU выступил в Суде в качестве amicus curiae в пользу Эскобедо.

## Более поздние события
Позже это решение было косвенно отменено Мирандой против Аризоны в 1966 году, когда Верховный суд постановил, что допросы до предъявления обвинения нарушают Пятую, а не Шестую поправку. Поскольку Эскобедо был допрошен во время допроса под стражей, результат для него был бы тем же.
За годы, последовавшие за этим решением, Эскобедо был осужден за 12 уголовных преступлений, включая федеральные обвинения в продаже наркотиков. Он также был признан виновным в непристойном обращении с детьми. Находясь на свободе под залогом апелляции по этим обвинениям, Эскобедо признал себя виновным в покушении на убийство и был приговорен к 11 годам тюремного заключения.